# Dobrinka (Briansk)
|  | Per a altres significats, vegeu «Dobrinka». |

Dobrinka (en rus: Добрынька) és un poble (un possiólok) de l'óblast de Briansk, a Rússia, segons el cens del 2010 tenia 21 habitants. Pertany al districte de Zlinka.